# Étape de liaison

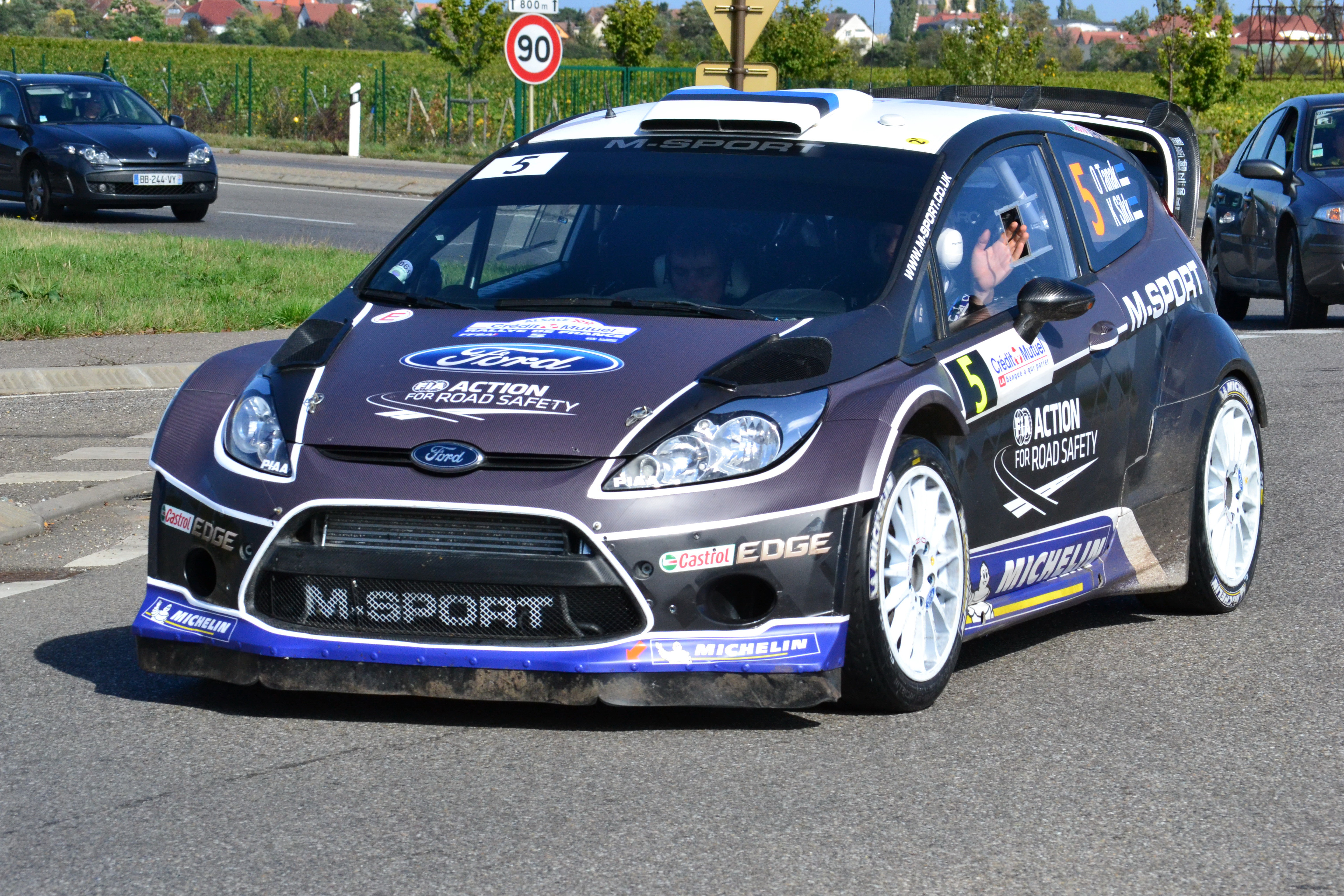
La Ford Fiesta RS WRC de Ott Tänak, lors d'une étape de liaison du Rallye de France-Alsace 2012.

En rallye et en rallye raid, une étape de liaison est une étape qui n'est pas chronométrée, c'est-à-dire qu'elle ne compte pas dans les résultats de l'épreuve, contrairement aux « spéciales ». Elle est faite pour relier deux zones d'épreuve chronométrée, en passant par des routes ouvertes à la circulation normale. Ces étapes nécessitent donc que les véhicules soient équipés pour la circulation, avec des phares, feux, plaques d'immatriculation...
Le code de la route s'applique sur la liaison. Même si elles ne comptent pas lors des compétitions, il est arrivé que ces étapes soient la cause de l'élimination d'un équipage, à cause d'une panne, ou de l'immobilisation par la police locale d'un véhicule trop endommagé. Il est très important de suivre le Road book pour ne pas emprunter une route hors liaison, car l'équipage n'est plus assuré par le rallye, et peut être mis hors course.